# 島田晋作

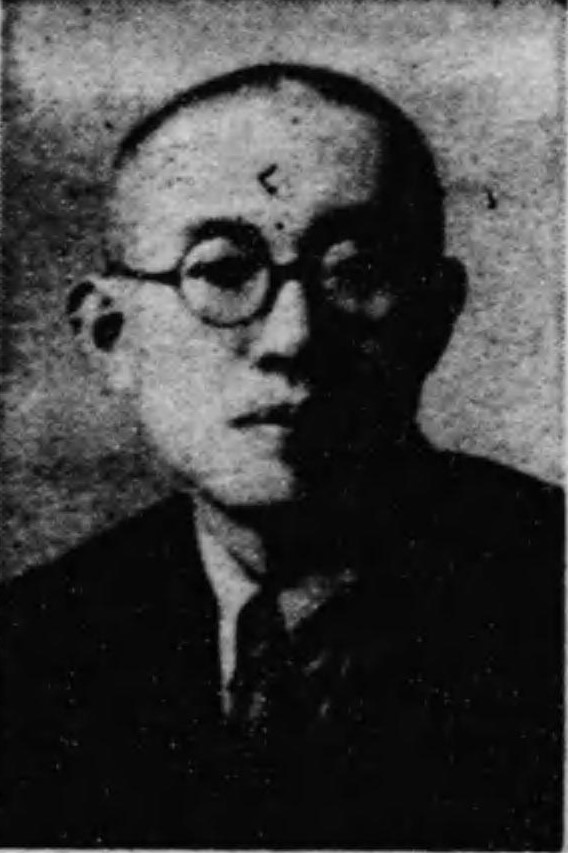
島田晋作

嶋田 晋作（しまだ しんさく、1901年（明治34年）1月6日 - 1950年（昭和25年）6月20日）は、大正末から昭和前期のジャーナリスト、評論家、政治家。衆議院議員。旧姓・近江谷。

## 経歴
秋田県南秋田郡土崎港町小鴨町（現秋田市土崎港）で、実業家・近江谷栄次の三男として生まれる。暁星中学校（現暁星中学校・高等学校）、日本中学校（現日本学園中学校・高等学校）、第三高等学校を経て、1924年（大正13年）東京帝国大学経済学部経済学科を卒業した。
1925年（大正14年）中外商業新報に入社し経済部記者となり、のちの能代市・嶋田家の養子となる。以後、名古屋新聞嘱託、報知新聞論説委員、中部日本新聞（現中日新聞）論説委員、東京新聞論説委員を歴任。太平洋戦争中、土崎港愛宕町に疎開し秋田魁新報社論説委員嘱託を務めた。
戦後、1945年（昭和20年）8月から1946年（昭和21年）2月まで秋田市主事、同土崎出張所長を務めた。1946年4月の第22回衆議院議員総選挙に秋田県全県区から日本社会党公認で出馬して当選。1947年（昭和22年）4月の第23回総選挙で秋田県第1区から出馬して再選され、衆議院議員に連続2期在任した。この間、社会党政務調査会副会長、同党秋田県支部顧問、日本農民組合秋田県連合会顧問などを務めた。その後、第24回総選挙に立候補したが落選した。

## 著作
- 『日本戦時経済の現段階と若干の見透について』〈研究報告;2輯〉中山経済研究所、1941年。
- 『過渡期の日本財界 : 新旧財界人の型を中心に』〈研究報告;30輯〉中山経済研究所、1942年。
- 『生産増強の隘路と業企新体制の問題点』〈研究報告;35輯〉中山経済研究所、1943年。
- 『決戦段階緊迫下に於る経済中枢機関設置問題』〈研究報告;48輯〉中山経済研究所、1943年。
- 『昭和財界風雲録：戦時財界の巻』橘書店、1943年。

## 親族
- 長兄 小牧近江（フランス文学者）[2]